# 1966年香港
|        | 香港歷史 \| 香港歷史年表                                                                                                   |
| 世紀： | 19世紀香港 \| 20世紀香港 \| 21世紀香港                                                                                     |
| 年代： | 1930年代香港 \| 1940年代香港 \| 1950年代香港 \| 1960年代香港 \| 1970年代香港 \| 1980年代香港 \| 1990年代香港               |
| 年份： | 1962年香港 \| 1963年香港 \| 1964年香港 \| 1965年香港 \| 1966年香港 \| 1967年香港 \| 1968年香港 \| 1969年香港 \| 1970年香港 |
| 紀年： | 丙午年（马年）、香港開埠125周年、香港重光21周年                                                                            |

## 政府

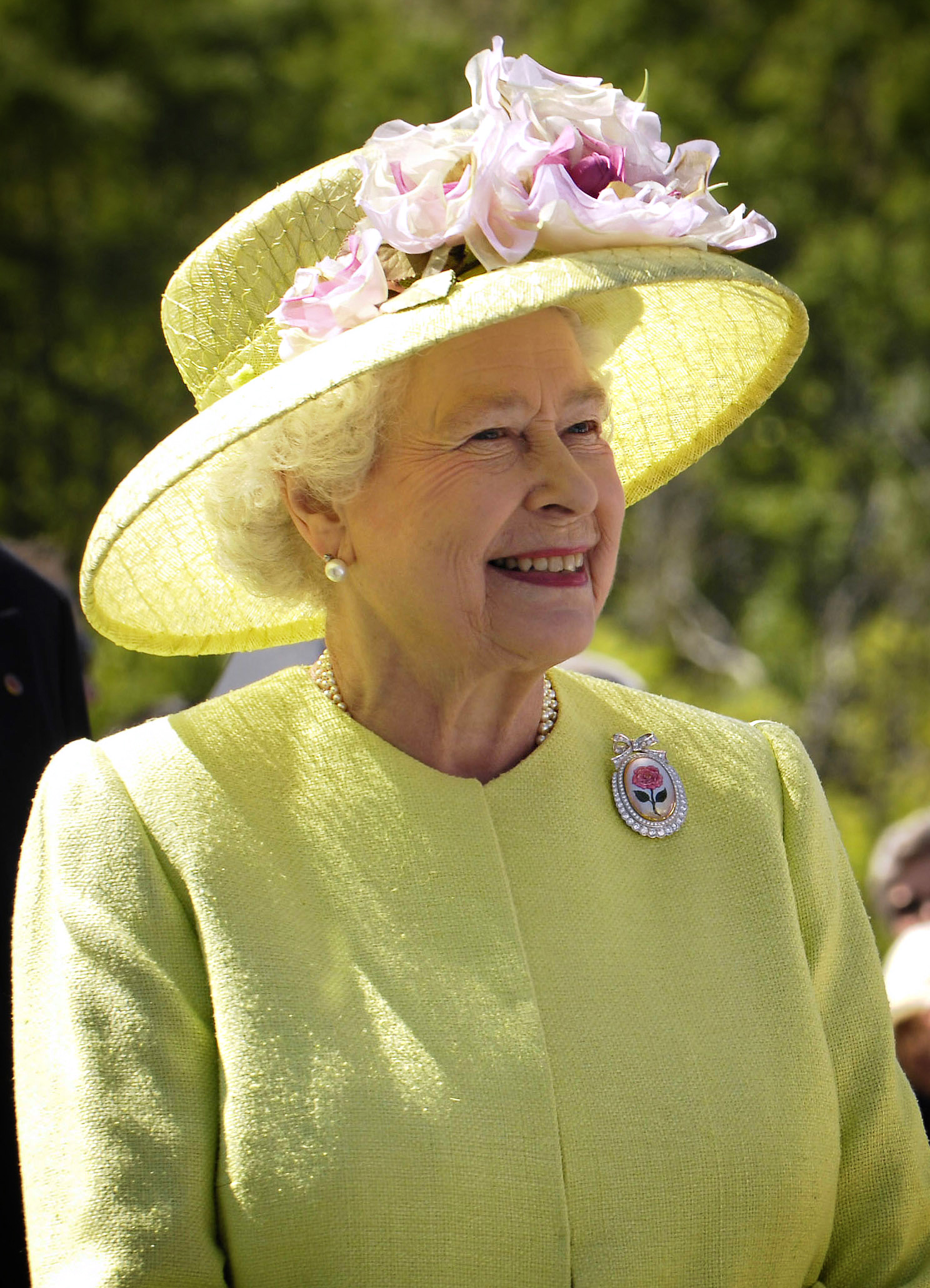
英国君主：伊丽莎白二世

## 大事記
- 1月 
  - 明報月刊創刊
  - 海光文藝正式出版。
- 1月23日 跑馬地山光道C座馬房有兩匹名駒被砍斷前蹄腳筋，需被人道毀滅。[1]
- 2月10日 筲箕灣明華大廈落成。
- 2月13日 南韓總統朴正熙夫婦訪港。
- 2月16日 荃灣戴麟趾夫人分科診療所揭幕。
- 3月2日 粉嶺聯和壚聯盛街一書店被縱火，消防處升為四級大火，讓成八屍九命慘劇。[2]
- 3月1日，瑪嘉烈公主訪問香港。
- 3月8日，1名男子誤闖入大會堂後，開三槍擊傷三人。[3]
- 3月8日，1名警員於大埔圍頭菜崗村搜捕毒販時墮地身亡。[4]
- 3月15日 彌敦道中僑國貨公司五級火（5死14傷）[5]
- 3月22日 尖沙咀海運大廈開幕。
- 4月4日 
  - 青年蘇守忠於中環天星碼頭外絕食，抗議天星小輪加價。
  - 晚上本港暴雨成災，沙田輸水建築工地被淹4人生還9人失踪;聖十字徑沖塌房屋活埋七人。[6]
- 4月5日 天星小輪加價事件擴大，九龍有數百群眾徹夜遊行示威。
- 4月6日 示威演變成暴動，政府對九龍頒令霄禁。
- 4月7日 九龍暴動持續，軍警開鎗鎮壓，造成一人死亡。
- 4月10日 暴動平息，政府解除九龍霄禁。天星小輪加價事件結束。
- 5月3日

機塲景福找換店發生刧殺案。
香港仔水塘道漁光村發生命案，一名男子死亡。
- 5月5日 港府成立一個四人委員會，調查九龍騷動事件。
- 5月7日 赤柱聖士提反書院學生罷課，抗議加學費。
- 5月26日 中環皇后像廣場落成啟用。
- 6月5日 香港仔漁市場對開海面一艘艇上發生命案，一名老翁死亡。[9]
- 6月12日，香港發生雨災，曾錄得一小時內高達108.2毫米的雨量紀錄，導致64死29傷48失蹤、2,500多人無家可歸，造成經濟損失超過5,000萬港元。
- 6月14日 供水系統被暴雨損毀，港島區被迫制水。
- 6月16日 因暴雨導致交通阻塞，教育司署宣佈全港停課一周。
- 7月3日 青山道中建國貨公司半夜發生刼殺案。[10]
- 7月23日 位於黃大仙的獅子山公園落成開放。
- 8月5日 石硤尾大埔道北九龍裁判法院前發生車禍，一輪客車連撞三車剷入路邊小公園，讓成2死5傷。
- 8月11日 
  - 一輛新界的士在公主道失事，墮下廿呎斜坡造成一名孕婦重傷及四人輕傷。[11]
  - 西營盤藏毒疑犯拒捕，兩名警員追逐期間連放八槍，大漢中三彈重傷不治。
- 8月14日 上水唐公嶺村命案。
- 9月14日 尖沙咀重慶大廈五級火（無傷亡）[12]
- 9月16日 香港金文泰中學接獲黑虎黨恐嚇信。
- 9月28日 上午8時37分，東京街唐樓42號B五級火（1傷）[13]
- 10月14日 玉屋百貨公司於中環德輔道中141號國際大廈開幕。[14]
- 10月15日 九龍上李鄭屋公園正式開放。同日晚上，在海運大廈舉行的1966年度香港小姐競選決賽由馬嘉慧奪得冠軍，她於翌年代表香港出選國際小姐。
- 11月4日 貿易拓展委員會正式改名為香港貿易發展局。
- 11月11日 觀塘新區第二十座附近街市發生血案，一名孕婦被斬11刀。
- 11月16日 被判繯首死刑的罪犯黃啟基於當日處決，為香港最後一次執行死刑。
- 11月17日 荔枝角美孚新邨動工興建。
- 12月2日 香港出口信用保險局成立。
- 12月
  - 香港大學成立放射性同位素研究所。
  - 香港標準及檢定中心成立。
  - 李曾超群創辦超群西餅店。
  - 益力多開始在市面出售

## 出生人物
- 1月8日 李麗珍
- 2月5日 呂頌賢
- 2月16日 陳雅倫
- 3月1日 黎芷珊
- 3月2日 鄧萃雯
- 3月28日 方國珊
- 4月17日 梅小惠
- 4月26日 林憶蓮
- 6月20日 任賢齊
- 7月10日 葉子楣
- 8月15日 關淑怡
- 9月25日 文偉鴻
- 10月10日 羅慧娟（2012年在香港逝世）
- 10月19日 黎美嫻
- 10月21日 方駿釗
- 11月6日 邰正宵
- 11月8日 李澤楷
- 12月6日 周海媚（2023年在北京逝世）
- 12月11日 黎明，北京出生，香港四大天王之一。
- 12月30日 葛民輝

## 逝世人物
- 4月
  - 郭泉，永安公司創辦人。
- 6月10日 許愛周，航運界鉅子。
- 6月12日 羅宗淦，助理教育司，於六一二雨災中遇難。
- 8月17日 梅綺，香港粵語片明星。
- 8月28日 李婷，邵氏影星，自縊身亡。
- 11月24日 李樹芬，養和醫院創辦人。

## 資料來源
1. ↑  華僑日報, 1966-01-25 第5頁
2. ↑  香港工商日報, 1966-03-03
3. ↑  華僑日報, 1966-04-23 第6頁
4. ↑  華僑日報, 1966-03-09 第6頁
5. ↑  工商晚報, 1966-03-15
6. ↑  華僑日報, 1966-04-05
7. ↑  香港工商日報, 1966-05-04 第5頁
8. ↑  香港工商日報, 1966-06-01 第4頁
9. ↑  華僑日報, 1966-06-06 第5頁
10. ↑  香港工商日報, 1966-07-04 第5頁
11. ↑  香港工商日報, 1966-08-12 第6頁
12. ↑  工商晚報, 1966-09-14
13. ↑  工商晚報, 1966-09-28
14. ↑  華僑日報, 1966-10-15 第11頁